# 26345 Gedankien
26345 Gedankien è un asteroide della fascia principale. Scoperto nel 1998, presenta un'orbita caratterizzata da un semiasse maggiore pari a 2,2628072 UA e da un'eccentricità di 0,1778619, inclinata di 5,72651° rispetto all'eclittica.